# 循环取货
循环取货（直译：「运输牛奶」）最初用来描述牛奶运输系统中，从奶农那里装载牛奶并将牛奶运送给消费者的固定路线。随后被引申为描述有多个站点的固定路线，也常被用来描述物流运输模式。

## 应用
奶制品运输
早在1917年，美国上中西部就有火车频繁停靠收集农民的牛奶罐，运往当地乳品厂进行加工和装瓶的记录。也可指送奶工运送满载奶瓶和收集空奶瓶的路线。该路线可由一名送奶工承包给另一名送奶工。 这也是循环取货（Milk run）的英文来源。
物流运输
在铁路和航空运输中，也可以指具有多个站点的环形运输路线。
供应链管理
在供应链管理实践中，循环取货是一种制造商用同一货运车辆从多个供应处取零配件的操作模式，具体运作方式是每天固定的时刻，卡车从制造企业工厂或者集货、配送中心出发，到第一个供应商处装上准备发运的原材料，然后按事先设计好的路线到第二家、第三家，以此类推，直到装完所有安排好的材料再返回。这样做省去了所有供应商空车返回的浪费，同时使物料能够及时供应，发运货物少的供应商不必等到货物积满一卡车再发运，可保持较低的库存，最大程度实现了JIT供应。在汽车制造以及许多其他行业中有广泛的应用。

## 其他含义
循环取货的原文为“运输牛奶”（Milk run），它也可以指一次有许多停靠站的行程，一次缓慢而乏味的旅行。
在军事中，美国陆军航空兵和英国皇家空军用“运输牛奶”一次指代一次危险很小的军事任务。
在航空业中，"运输牛奶" 是指由一架飞机执行的多站、定期的航班。